# Домицијана Км 4 (Казерта)
Домицијана Км 4 је насеље у Италији у округу Казерта, региону Кампанија.
Према процени из 2011. у насељу је живело 25 становника. Насеље се налази на надморској висини од 6 м.